# Konrad Loewe
Konrad Loewe (né le 6 février 1856 à Prossnitz, mort le 11 février 1912 à Vienne) est un acteur et dramaturge autrichien.

## Biographie
Ce fils d'un commerçant étudie le droit, jusqu'à ce qu'il choisisse le théâtre en 1878. Après avoir vécu à Teplice et Olomouc, il arrive en 1881 au Königliche National-Theater de Berlin puis va dans de nombreux théâtres allemands et autrichiens. En 1895, il entre au Burgtheater.

## Œuvre
- 1884 : Paul Kroloff
- 1890 : Leben und Lieben Leipzig
- 1892 : Herzog Theodor von Gothland